# Not Fade Away: The Complete Studio Recordings and More
Not Fade Away: The Complete Studio Recordings and More es una caja recopilatoria del cantautor estadounidense Buddy Holly.

## Breve historia
Después de editarse la única discográfica completa de Buddy Holly en LP como The Complete Buddy Holly por MCA Records, justo tres años después había salido el nuevo e innovador formato de CD. Diez años más tarde empezaron a publicarse y a ponerse de moda box sets compilatorios de rock & roll de la década de 1950. Sin embargo, el trabajo de Buddy Holly no hizo el salto a la digitalización: su discografía aún no había sido digitalizada, ni puesta en un box set, ni después de diez años, solo apenas veinte años después, empezaron a publicarse cajas con los tres álbumes de estudio y algún material más.
Pero había un detalle que hacia de que sea posible publicarse la discografía de Holly: los derechos de autor de las primeras grabaciones de Holly se había "evaporado", ya que habían pasado cincuenta años desde su publicación, haciendo que aparecieran compilaciones simultáneas como Not Fade Away: Buddy Holly 1957: The Complete Recordings. Pero esta no fue la primera vez que se utilizó esta estrategia para publicar álbumes con canciones de Holly, ya que hacia finales de los años 1990 la empresa The Purple Chick lanzó un compilado de diez discos, el cual contiene sesiones, demos y másteres, entrevistas y también varias canciones, ellos crearon sus propias mezclas en estéreo.
Tanto para Not Fade Away: Buddy Holly 1957: The Complete Recordings como su antecesor Hollybilly: Buddy Holly 1956: The Complete Recordings, se buscó material nuevo, escuchando y viendo todas las cintas que contenían grabaciones de Holly, incluyendo cintas maestras, demos, interpretaciones en vivo y sobre todo sesiones de estudio, obviamente también algunas de las mejores canciones del repertorio de Holly como "I'm Lookin' for Someone to Love", "That'll Be the Day", "Maybe Baby", "Words of Love", "Not Fade Away", "Peggy Sue" y "Oh Boy!" fueron incluidas.

## Contenido
- El box tiene un total de seis discos, la primera mitad del disco uno, tiene grabaciones muy antiguas de Buddy Holly, probablemente de 1949, también tiene los registros que realizó con Bob Mongomery, tiene dos versiones de "Down the Line" (anteriores a las de Nashiville), todas son grabaciones de los primeros años de Holly, la segunda mitad tiene versiones de canciones finalizadas de aquella época.

- El segundo disco no tiene sesiones de estudio, pero si tiene varias versiones distintas de varias canciones de Holly, entre ellas "That'll Be The Day", también tiene las versiones originales de esas mismas canciones.

- El tercer disco tiene tres versiones de "That'll be The Day", también tiene una versión de "Oh Boy!" pero sin los coros de fondo, y tiene casi todas las canciones del álbum The "Chirping" Crickets, como también canciones inéditas de aquel periodo.

- El cuarto, quinto y sexto disco, tienen varias canciones de todas las sesiones de Holly, como también intentos fallidos, sesiones, etc.